# Lecabela Quaresma
Lecabela Dias da Fonseca Quaresma (* 26. Dezember 1989 in Água Grande) ist eine portugiesische Leichtathletin aus São Tomé und Príncipe, die vor allem im Siebenkampf antritt, aber in mehreren Disziplinen antritt und die Nationalrekorde von São Tomé und Príncipe innehat.

## Sportliche Laufbahn
2008 nahm Lecabela an den Juniorenweltmeisterschaften in Bydgoszcz im 100-Meter-Hürdenlauf teil und schied dort bereits in der Qualifikation aus. 2009 nahm sie an den Jogos da Lusofonia teil, konnte dort im Hürdensprint ihren Lauf nicht beenden, wurde im Dreisprung Vierte und gewann mit der 4-mal-400-Meter-Staffel in neuer nationaler Rekordzeit die Bronzemedaille. 2012 erfolgte die Teilnahme an den Afrikameisterschaften, bei denen sie über die Hürden in der Vorrunde ausschied und im Dreisprung im Finale den sechsten Platz belegte. Mittels eines Freiloses wurde ihr die Teilnahme an den Olympischen Spielen in London ermöglicht, bei denen sie im Hürdenlauf in der Qualifikationsrunde ausschied.
Seit 2014 startet Quaresma international für Portugal und gewann 2014 bei den Ibero-Amerikanischen Meisterschaften die Bronzemedaille im Siebenkampf. Bei den Meisterschaften 2016 erreichte sie Platz vier. 2017 nahm sie an den Halleneuropameisterschaften in Belgrad teil und belegte dort mit 4444 Punkten Platz sieben. Beim 10. TNT Express Meeting im tschechischen Kladno verbesserte sie ihre Bestmarke auf 6174 Punkte und verpasste damit knapp einen neuen portugiesischen Landesrekord sowie die Qualifikation für die Weltmeisterschaften in London. Sie rückte aber in das Feld für die Weltmeisterschaften auf und belegte mit 5788 Punkten den 22. Platz. 2018 qualifizierte sie sich für die Hallenweltmeisterschaften in Birmingham und erreichte dort mit 4424 Punkten den achten Platz.
Im Sommer nahm sie sowohl im Dreisprung als auch im Siebenkampf an den Europameisterschaften in Berlin teil. Während sie im Dreisprung mit 13,87 m in der Qualifikation ausschied, beendete sie den Siebenkampf mit 5950 Punkten auf dem 16. Platz. Anschließend wurde sie bei den Ibero-amerikanischen Meisterschaften in Trujillo mit 13,24 m Vierte.
2014 wurde sie portugiesische Meisterin im Weitsprung und 100-Meter-Hürdenlauf, 2016 im Siebenkampf und 2017 erneut im Hürdenlauf. Zudem wurde sie 2015 und 2016 Hallenmeisterin im Fünfkampf.

## Persönliche Bestleistungen
- 100-Meter-Hürdenlauf: 13,56 s (+1,9 m/s), 17. Juni 2017 in Kladno
- Dreisprung: 13,90 m (+1,1 m/s): 17. Juli 2018 in Sotteville
  - Dreisprung (Halle): 13,07 m, 10. Februar 2019 in Pombal
- Diskuswurf: 33,27 m: 8. Juli 2006 in Guimarães (Nationalrekord)
- Siebenkampf: 6174 Punkte, 18. Juni 2017 in Kladno
- Fünfkampf (Halle): 4473 Punkte, 18. Februar 2017 in Bordeaux

| Disziplin   | Ergebnis    | Punkte |
| ----------- | ----------- | ------ |
| 60 m Hürden | 8,54 s      | 1008   |
| Hochsprung  | 1,76 m      | 928    |
| Kugelstoßen | 14,29 m     | 813    |
| Weitsprung  | 6,06 m      | 868    |
| 800 m       | 2:17,60 min | 856    |